# سینه‌یوکی
سِینَه‌یوکی (به لاتین: Seinäjoki) یک شهر در فنلاند است که در اوستروبوتنیای جنوبی واقع شده‌است.

## خصوصیات
سین‌یکی ۵۲٫۷۸ کیلومترمربع مساحت و ۴۶٬۶۳۹ نفر جمعیت دارد.

## خواهرخوانده
شهرهای Kristinehamn Municipality، ارویه‌تو، کشالین، شواینفورت و شپرن خواهرخوانده‌های سین‌یکی هستند.

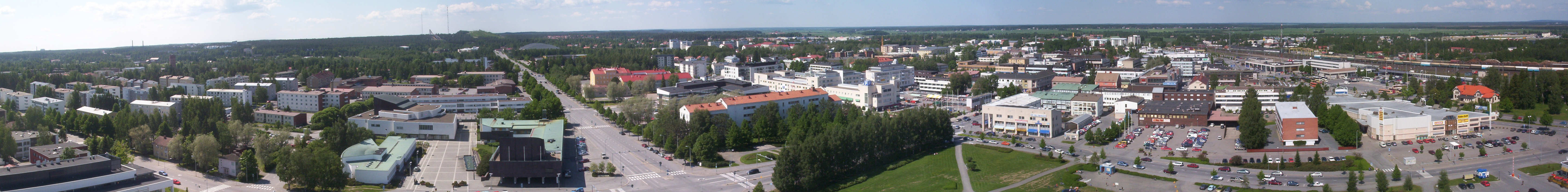
Panorama image of Seinäjoki, Finland